# William Katt
William Theodore Katt (Los Angeles, 16 de fevereiro de 1951) é um ator estadunidense.

## Biografia
Katt nasceu em Los Angeles, Califórnia, filho do ator Bill Williams (cujo nome real era Hermann Katt) e da atriz Barbara Hale. Ele cresceu em San Fernando Valley e começou a atuar ainda na adolescência.

## Carreira
William foi o protagonista da série de TV Super-Herói Americano, além de interpretar Tommy Ross no filme Carrie (1976) e posteriormente ter atuado em filmes como First Love (1977), Big Wednesday (1978), Butch and Sundance: The Early Days (1979) e O Pestinha 3 (1995).
Katt apareceu brevemente na 3ª temporada da série Heroes, no episódio "The Butterfly Effect", como um repórter curioso que queria investigar a personagem de Ali Larter. Depois, interpretou Jack Matheson no filme Mirrors 2. Katt também escreveu uma história em quadrinhos do Super-Herói Americano e contribuiu para a série em uma página no facebook.
Em 2006 participou da série House MD (Dr. House) na 2ª temporada.

## Vida pessoal
Katt casou com Deborah Kahane em 1979 e tiveram dois filhos, Clayton e Emerson. Eles se divorciaram em 1986. Depois casou-se com Danielle Hirsch em 1993, com quem tem uma filha chamada Dakota, além de um enteado chamado Andrew.